# بطولة الأمم الخمس 1992
بطولة الأمم الخمسة 1992 (بالإنجليزية: 1992 Five Nations Championship)‏ هو الموسم 98 من  بطولة الأمم الستة، وهو الموسم 98 من  بطولة الأمم الستة. كان عدد الأندية المشاركة فيه  5، وفاز فيه منتخب إنجلترا الوطني لاتحاد الرغبي.